# Saganta
Saganta es una localidad española perteneciente al municipio de Estopiñán del Castillo, en la Ribagorza, en la provincia de Huesca, Aragón. Su lengua propia es el catalán ribagorzano.

## Patrimonio
- Iglesia parroquial de reciente construcción.[1][2]
- Ermita de San Quílez.[1][2]

## Fiestas
- 8 de mayo, en honor a San Miguel.[1][2]